# Pandora (film, 2016)
Pour les articles homonymes, voir Pandora.
Pour plus de détails, voir Fiche technique et Distribution.
Pandora (hangeul : 판도라 ; RR : Pan-do-ra) est un film catastrophe sud-coréen écrit et réalisé par Park Jung-woo, sorti en 2016.

## Synopsis
Quand un séisme dévaste un village coréen où une centrale nucléaire est en activité malgré sa vétusté, un homme risque sa vie pour sauver le pays du désastre annoncé. (Source: cinemotions.com)

## Fiche technique
- Titre original : 판도라
- Titre international : Pandora
- Réalisation : Park Jung-woo
- Scénario : Park Jung-woo
- Direction artistique : Kang Seung-yong
- Photographie : Choi Young-hwan
- Montage : Park Gok-ji
- Musique : Jo Yeong-wook
- Production : Park Kyeong-sook et Kang Seong-ho
- Sociétés de production : CAC Entertainment
- Société de distribution : Contents Panda (Corée du Sud) ; Netflix (France)
- Pays d'origine :  Corée du Sud
- Langue officielle : coréen
- Format : couleur
- Genre : catastrophe
- Durée : 136 minutes
- Dates de sortie :
  -  Corée du Sud : 7 décembre 2016
  -  Belgique,  France,  Québec,  Suisse : 17 mars 2017 sur Netflix[1]

## Distribution
- Kim Nam-gil (VFB : Sébastien Hébrant) : Jae-hyeok
- Kim Joo-hyeon (VFB : Marie du Bled) : Yeon-joo
- Jeong Jin-yeong (VFB : Steve Driesen) : Pyeong-seok
- Kim Yeong-ae (VFB : Carine Seront) : Mme Seok
- Moon Jeong-hee (VFB : Sophie Landresse) : Jeong-hye
- Kim Dae-myeong (VFB : Jean-Paul Clerbois) : Gil-seop
- Lee Kyeong-yeong : le Premier ministre
- Kang Shin-il : M. Kong
- Yoo Seung-mok : M. Kam
- Joo Jin-mo : le ministre
- Song Yeong-chang : le nouveau directeur
- Kim Yeong-woong : M. Kang
- Kim Myeong-min : le président de la Corée du Sud
- Jo Han-chul : le président de Shimwon E&C

Version française
- Studio de doublage : Cinephase
- Direction artistique : Olivier Cuvellier
- Adaptation : Cendryl Blanchon et Sandra Devonssay

## Accueil

### Sortie internationale
Pandora sort le 7 décembre 2016 dans les salles sud-coréennes.
Netflix a demandé les droits du film, dont la diffusion est prévue en 2017 dans 190 pays tels que la Belgique, la France, le Québec et la Suisse romande.

### Box-office
| Pays ou région | Box-office        | Date d'arrêt du box-office | Nombre de semaines |
| -------------- | ----------------- | -------------------------- | ------------------ |
| Corée du Sud   | 4 569 812 entrées | 8 janvier 2017             | 5                  |